# Commission pour la protection des monuments nationaux de Bosnie-Herzégovine
La Commission pour la protection des monuments nationaux de Bosnie-Herzégovine, en bosnien Komisija za očuvanje nacionalnih spomenika Bosne i Hercegovine, est une institution de Bosnie-Herzégovine qui déclare et enregistre les monuments nationaux en tant que sites, endroits, héritage mobilier et immobilier d'importance culturelle et historique pour la Bosnie-Herzégovine,.

## Établissement et cadre légal
Lors de sa 119e session, tenue le 21 décembre 2001, la présidence de la Bosnie-Herzégovine, conformément à l'annexe 8 des accords de Dayton, et en accord avec les Règles de procédure de la présidence de Bosnie-Herzégovine, établit la Commission pour la protection des monuments nationaux de Bosnie-Herzégovine. Lors de cette session, les principes et objectifs de la Commission sont définis, de même que ses tâches primaires et ses prérogatives, en tant qu'institution bosnienne,.
La décision fut publiée par le Journal officiel de la Bosnie-Herzégovine (en bosnien Službeni glasnik BiH), aux nos 1/02 et 10/02, et dans le journal officiel de la fédération de Bosnie-et-Herzégovine, nos 2/02, 27/02 et 6/04.
Pour qu'une propriété soit déclarée monument national, les critères politiques ne sont pas d'une grande importance. Néanmoins, depuis 2016, trois membres de la Commission sont choisis sur la base de leur ethnicité (Bosniaque, Croate, Serbe), et indépendamment de tout engagement politique précédent.

### Règles de conduite et procédures
Les règles de conduites et les procédures suivies sont les plus récentes publiées par la Présidence, à partir du 26 mai 2016.

## Commissaires
Membres de la Commission, de novembre 2002 à février 2016 :
- Dubravko Lovrenović (Professeur d'histoire à l'université de Sarajevo)
- Amra Hadžimuhamedović
- Ljiljana Ševo
- Tina Wik (jusqu'en juin 2008)
- Zeynep Ahunbay (de Turquie)
- Martin Cherry (du Royaume-Uni)
- András J. Riedlmayer (Bibliographe en Arts et architecture islamique dans la Bibliothèque des Beaux-Arts à Harvard)[8]

Membres de la Commission, à partir de février 2016 :
- Amir Pašić
- Radoje Vidović
- Goran Milojević